# Lucq-de-Béarn
Lucq-de-Béarn (okzitanisch Luc) ist eine französische Gemeinde mit 926 Einwohnern (Stand 1. Januar 2022) im Département Pyrénées-Atlantiques in der Region Nouvelle-Aquitaine (vor 2016: Aquitanien). Die Gemeinde gehört zum Arrondissement Pau (bis 2016: Arrondissement Oloron-Sainte-Marie) und zum Kanton Le Cœur de Béarn (bis 2015: Kanton Monein).
Gaskognisch Luc stammt aus dem lateinischen Wort „lucus“ (deutsch Heiliger Wald). Die Bewohner werden Lucquois und Lucquoises genannt.

## Geographie
Lucq-de-Béarn liegt circa 35 Kilometer westlich von Pau in der historischen Provinz Béarn.
Umgeben wird der Ort von den Nachbargemeinden:
| Vielleségure                                   | Lagor                                       | Lahourcade |
| Ogenne-Camptort Lay-Lamidou Préchacq-Navarrenx | Kompassrose, die auf Nachbargemeinden zeigt | Monein     |
| Saucède Poey-d’Oloron                          | Verdets Ledeuix                             | Cardesse   |

Lucq-de-Béarn liegt im Einzugsgebiet des Flusses Adour.
Geü und Laâ, Nebenflüsse des Gave de Pau, und Auronce, Layous und Laus, Nebenflüsse des Gave d’Oloron, strömen durch das Gebiet der Gemeinde.

## Geschichte
Denkbar ist eine Besiedlung bereits in der gallorömischen Zeit. Die Christianisierung des Landes setzte sich im vierten Jahrhundert durch, und Legenden erzählen die Gründung einer religiöse Einrichtung in Lucq durch einen Vertrauten von Childebert I., Sohn des merowingischen Frankenkönigs Chlodwig I., oder durch Karl dem Großen. Erwiesen ist zweifellos die Errichtung der Benediktinerabtei Saint-Vincent gegen 970 bis 980 durch den Herzog Wilhelm II. der Gascogne und die Entwicklung der Gemeinde rund um die Abtei in der Folgezeit. Der Abt war gleichzeitig der Grundherr über die umliegenden Pfarrgemeinden, Vorgänger der heutigen Gemeinden von Poey, Verdets, Saucède, Ogenne und Lay. Von 1287 bis 1289 war Lucq Schauplatz des Besuchs von Eduard I., König von  England mit seiner Gattin und dem gesamten englischen Hof, die hierher gekommen sind, um einen Streit zwischen den Königen von Frankreich und Aragon beizulegen.
Lucq entwickelte sich in der Folgezeit zu einem der bedeutendsten Dörfer des Béarn. Außerdem lag es auf einem der Jakobswege nach Santiago de Compostela, was die Zahl der Durchreisenden erhöhte. Bei der Volkszählung des Béarn im Jahre 1385 wurden 241 Haushalte gezählt und vermerkt, dass der Ort zur Bailliage von Navarrenx gehörte. Einige der Haushalte waren aufgegeben, vielleicht wegen einer Pestepidemie, die seit der Mitte des 14. Jahrhunderts im Béarn herrschte und diesen Landstrich nicht verschonte. Zwei Jahrhunderte später wurden 390 Haushalte gezählt, was einer Bevölkerung von 2.000 bis 2.500 Personen entspricht.
Seit den 1550er Jahren breitete sich der Protestantismus auch in Lucq aus und 1562 wurde die Pfarrkirche zwischen Katholiken und Reformierten geteilt. Ein Jahr später predigte der erste evangelische Pfarrer, unterstützt von den benediktinischen Mönchen. Die Hugenottenkriege wirkten sich 1569 in direktem Maße auf Lucq und die Abtei aus. Nachdem die aus Pau vertriebene Stände sich hier versammelt hatten, wurde die Abtei im August von protestantischen Truppen geplündert und das Dorf teilweise beschädigt. Es sollte bis 1608 dauern, als die Ausübung der katholischen Konfession in Folge des Edikts von Nantes wieder zugelassen wurde. Als Ausgleich wurde eine evangelische Kirche für die protestantische Gemeinde in Lucq errichtet. Einem päpstlichen Erlass folgend, wurden die Benediktiner 1610 durch Barnabiten ersetzt, um im Zuge der Gegenreformation die Rekatholisierung in Lucq durchzuführen. Die aus Italien gekommenen Ordenspriester Maurice Olgiati und Fortuné de Colom, der aus Lucq stammte, betrieben diese Aufgabe mit Erfolg.
Die Abtei hat sich von den Kriegsfolgen nie wieder erholt und blieb im Besitz der Barnabiten bis zur Französischen Revolution. Als kirchliches Gut wurde sie 1791 an den Kaufmann Pascal Elie aus Pau verkauft, dessen Nachfahren noch heute die Besitzer sind. Im 19. Jahrhundert erfasste eine Auswanderungsbewegung die Gemeinde. Mahr als 500 Lucquois emigrierten nach Amerika, vor allem nach Argentinien und Kalifornien. Der Erste Weltkrieg hat das Leben von fast 90 Bewohnern genommen.
Toponyme und Erwähnungen von Lucq-de-Béarn waren:
- Villa de Luco, villa quoe vocatur Luc und Sanctus-Vincentius de Sylva-Bona (10. bzw. 11. Jahrhundert, Kopialbuch der Abtei von Lucq),
- Lucus (1323, Volkszählung des Béarn),
- Sent-Bisentz de Luc und lo mostier de Sent-Vinssentz de Luc (1365 bzw. 1426, Notare aus Lucq),
- Luc (1750 und 1793, Karte von Cassini bzw. Notice Communale) und
- Lucq (1801, Bulletin des lois).[6][7][8]

### Einwohnerentwicklung
Nach Höchststand der Einwohnerzahl von über 2600 in der ersten Hälfte des 19. Jahrhunderts reduzierte sich die Zahl bei kurzen Erholungsphasen bis zu den 1990er Jahren auf rund 930, bevor sie sich in der Folgezeit auf einem Niveau von rund 960 Einwohnern stabilisierte.
| Jahr      | 1962 | 1968 | 1975 | 1982 | 1990 | 1999 | 2006 | 2009 | 2022 |
| --------- | ---- | ---- | ---- | ---- | ---- | ---- | ---- | ---- | ---- |
| Einwohner | 1220 | 1100 | 1021 | 1007 | 933  | 969  | 966  | 971  | 926  |

## Sehenswürdigkeiten

### Pfarrkirche, gewidmet Vinzenz von Valencia
Die Ausstrahlung der im 10. Jahrhundert gegründeten Benediktinerabtei führte gegen 1020 zum Grundbau der Abteikirche, die heute Pfarrkirche der Gemeinde ist. Der Anbau der Apsis und der Apsidiolen erfolgte im 12. Jahrhundert, der Bau des Glockenturms und des westlichen Eingangsportals im 15. Jahrhundert. Der hohe, rechteckige Glockenturm ist von Strebewerken umrahmt, die noch heute Spuren von Elementen zum Zweck der Verteidigung zeigen, wie z. B. Konsolen oder Löcher in den Außenwänden zur Befestigung von Wehrgängen. Die Tür des Eingangsportals hat die Form eines Korbbogens und ist oberhalb des Eingangs mit einem Kielbogen und konischen Fialen verziert.
1569 wurde die Kirche von protestantischen Truppen unter Gabriel de Lorges, Graf von Montgomery, zerstört und anschließend in ein protestantisches Gotteshaus umgewandelt. 1608 wurde sie wieder in eine katholische Kirche gewandelt. Im 17. Jahrhundert wurden das Langhaus und die beiden Seitenschiffe neu gebaut, 1717 erfolgte der Bau des nördlichen Eingangs, über dem noch heute eine Inschrift mit einer Kartusche zu sehen ist. Neben der Jahreszahl sind neben einem Kreuz noch Schriftzüge zu erkennen, die heute trotz ihrer Lückenhaftigkeit zu lesen sind: „Ave Maria“ und „Porte du ciel“ (deutsch Himmelspforte). 1757 wurde eine Wandmalerei im dritten Joch des nördlichen Seitenschiffs von Ribère aus Oloron ausgeführt. 1884 schlug der Architekt Gabriel Serres aus Pau ein Restaurierungsprojekt vor, das die Wiederherstellung der inzwischen eingestürzten Apsis und der nördlichen Apsidiole und der Anbau einer Sakristei an der Nordseite betraf. Vier Jahre später wurden die Arbeiten aufgenommen. 1887 wurden drei Glasfenster des Glasmalers Claudius Lavergne aus Paris angeliefert, 1932 ein Glasfenster des Glasmalers Pierre Arcencam aus Pau.
Durch die An- und Umbauten im Laufe der Jahrhunderte weist die heutige Kirche eine gewisse Vielschichtigkeit der Architektur auf. An der südlichen Apsidiole, an der südöstlichen Ecke und der Südwand des Querschiffs lässt sich gut der romanische Stil erkennen. Später hinzugekommene Elemente zeigen hingegen Eigenschaften des gotischen Stils wie z. B. das Eingangsportal am Glockenturm. Interessante Details sind noch heute sichtbare Markierungen in Form von geometrischen Figuren oder Initialen an den Wänden der Kirche, die vom ursprünglichen Bau datieren. Diese wurden vom jeweiligen Steinmetz an seinen Werksteinen nach der Fertigstellung der gewünschten Größe angebracht. Auf diese Weise wurden die wöchentliche Löhne der Arbeiter ermittelt, die nach Auftrag und nicht nach Zeit bezahlt wurden.
Eine der bemerkenswertesten Ausstattungsgegenstände der Kirche ist ein mysteriöser Sarkophag aus weißem Marmor, der im 19. Jahrhundert ohne Verschlussdeckel im Langhaus gefunden wurde. Die Bearbeitungsweise, insbesondere der Vorderseite, lässt seine Entstehung auf das 4. oder 5. Jahrhundert datieren. Es handelt sich um ein frühchristliches Artefakt, das im Béarn einzigartig ist. Die Darstellungen am Sarkophag sind als Flachrelief gearbeitet und zeigen Szenen aus dem Alten und Neuen Testament, die Wundersame Brotvermehrung, die Auferweckung des Lazarus, Daniel in der Löwengrube, der Sündenfall, die Opferung Isaaks. Die Identität der in diesem Sarkophag bestatteten Person ist allein ungeklärt. Er steht heute am Eingang des Chors und dient als Altar.
Am südlichen Ende des Querschiffs im Innern der Pfarrkirche befindet sich ein Altaraufsatz, der aus dem 17. Jahrhundert datiert. Eine zentrale Tafel zeigt eine Darstellung der Taufe Jesu durch Johannes dem Täufer als Flachrelief gearbeitet. Jesus ist von Engeln umgeben, und die Taube des Heiligen Geistes schwebt über seinem Kopf. Der Giebel ist einer Illustration von Gottvater gewidmet. Die Relieftafel ist von Schlangensäulen und großen Voluten umrandet, was an ähnlichen Altaraufsätzen in Kirchen des Ossautals erinnert.
Ein weiterer außergewöhnlicher Gegenstand der Kirche ist eine 150 cm hohe Statue einer Madonna mit Jesuskind aus dem 18. Jahrhundert. Maria, aufrecht stehend, trägt das Jesuskind auf ihrem linken Arm und ein Zepter in ihrer rechten Hand. Das Werk ist seit 1975 als Monument historique eingestuft.
Die Kirche birgt eine Kanzel aus Holz aus dem 18. Jahrhundert, die an einem Pfeiler angebaut ist. Ihr Korb ist mit Paneelen versehen, deren gemaltes Dekor in beigen, rosa und grünen Tönen ein Marmorimitat bildet. Diese Verzierung findet ihre Fortsetzung auf der Wange des Treppenaufgangs, der sich um dem Pfeiler schmiegt. Der Korb ruht auf einem frei schwebenden Sockel, der mit Jakobsmuscheln bemalt ist, Symbole des Jakobswegs nach Santiago de Compostela. Der Schalldeckel wird von zwei Cheruben getragen und trägt seinerseits einen Trompete blasenden Engel, der außerdem ein Palmblatt und ein offenes Bucht trägt. Die Kanzel ist seit 1984 als Monument historique eingestuft.

### Turm der ehemaligen Abtei
Von der zerstörten Abtei ist neben der Abteikirche, welche die heutige Pfarrkirche ist, ein hoher Turm geblieben. Er stammt aus dem 15. Jahrhundert und war vermutlich in der Funktion eines Wachtturms genutzt. Gemäß dem gotischen Stil zeigt er im unteren Teil einen polygonalen Abschnitt, auf dem ein zylindrischer Turm aufgesetzt ist. Nur in seinem oberen Teil sorgen kleine Fenster für die Beleuchtung des Inneren des Bauwerks.

### Rathaus mit ehemaliger Markthalle
Das Gebäude im Ortszentrum bringt den Einfluss der Architektur des 19. Jahrhunderts auf den lokalen Stil zum Ausdruck. Die elegante Fassade ist eine Mischung des Béarner Stil mit dem Klassizismus, der an dem Dreiecksgiebel zu erkennen ist. Bestimmte Elemente der Béarner Architektur sind gleichwohl vorhanden, die Verwendung von Kieselsteinen und die Art des Putzes. Die flachere Neigung des Daches spiegelt hingegen einen äußeren Einfluss wider. An einer Außenwand des Gebäudes ist eine Gedenktafel angebracht als Anerkennung der Gemeinde für die freiwilligen Kämpfer, die Maquisards, französische Partisanen der Résistance, in den Jahren 1944 und 1945 im Zweiten Weltkrieg unterstützten. In das Erdgeschoss des Rathausgebäudes eingefügt ist eine Markthalle, in der lange Zeit der Markt abgehalten wurde. Sie öffnet sich nach außen über drei große Arkaden.

### Taubenschlag Montalibet
Zum ausdehnten Landgut Montalibet gehört u. a. ein Taubenschlag. Er besteht aus einem gemauerten Gebäude mit einem quadratischen Grundriss, das über eine einfache Tür betreten werden kann. Sein mit Schiefer gedecktes Zeltdach ist mit einer Dachgaube auf einer Seite durchbrochen. An der Spitze des Daches ist eine gemauerte Laterne mit zehn dreieckigen Nistlöchern aufgesetzt. Das Lehen, auf dem der Taubenschlag steht, besteht seit 1618 und ist auch auf der Karte von Cassini verzeichnet. Der Taubenschlag selbst trägt die Jahreszahlen „1779“ und „1889“ auf der Südseite der Laterne. Er ist wie das Landgut gegen Ende des 20. Jahrhunderts restauriert worden.

## Wirtschaft und Infrastruktur
Die Wirtschaft der Gemeinde wird in erster Linie von der Landwirtschaft bestimmt, hierbei insbesondere von Getreideproduktion, Viehzucht und Weinbau. Die Familie Saint Martin, Besitzer des Weinguts Le Bois Sacré, baut in fünfter Generation Weine der AOC Jurançon an und empfängt Interessierte zu einem kommentierten Rundgang, Verkostung und Verkauf.
Lucq-de-Béarn liegt in den Zonen AOC der Weinbaugebiete Jurançon und Béarn sowie des Ossau-Iraty, eines traditionell hergestellten Schnittkäses aus Schafmilch.

### Bildung
Lucq-de-Béarn verfügt über eine öffentliche Vor- und Grundschule mit 65 Schülerinnen und Schülern im Schuljahr 2017/2018.

### Sport und Freizeit
Der Rundweg Vallons du Layous startet an der Ortsmitte von Lucq-de-Béarn und führt über eine Länge von 8,7 km und einem Höhenunterschied von 240 m u. a. über die Höhenzüge auf beiden Seiten des Tals des Layous.
In Lucq-de-Béarn ist der Handballverein „Handball Lucq-de-Béarn“ zu Hause. Die Mannschaft seiner Damenabteilung unterlag 2017 im Finale des Coupe de France départementale im Endspiel gegen die Mannschaft aus Douvres-la-Délivrande mit 23:29.

### Verkehr
Lucq-de-Béarn ist erreichbar über die Routes départementales 2, 25 und 110.

## Persönlichkeiten
- Pierre Lauga, geboren am 17. Januar 1992 in Lucq-de-Béarn, gestorben am 7. Juli in Vichy, war ein Spieler der Rugby Union mit vier Berufungen in die französische Nationalmannschaft im Jahre 1950. Er gewann 1946 mit der Section paloise die französische Meisterschaft.
- Louis Favoreu, geboren am 5. September 1936 in Lucq-de-Béarn, gestorben am 1. September 2004 in Aix-en-Provence, war Jurist und lehrte Verfassungsrecht und Verwaltungsrecht in Aix-en-Provence.
- Marcel Ophüls, geboren am 1. November 1927 in Frankfurt am Main, ist ein Oscar-prämierter französischer Regisseur und Dokumentarfilmer. Er lebt zurückgezogen in Lucq-de-Béarn.